# Gessie Kirke
Gessie Kirke (svensk: Gessie kyrka) är en kirke i Vellinge-Månstorps församling og tidligere i Gessie församling. Kirken opførtes i årene 1887–88 i røde mursten i nygotisk stil. Den består af en langhuskirke med et femkantet afsluttet kor mod øst. Mod nord findes sakristiet og mod vest tårnet. Den nuværende kirke erstattede en ældre kirke fra 1100-tallet, som var meget lille og kun 18 meter lang. I 1928 restaureredes kirken.